# Uniwersytet Muzyczny Fryderyka Chopina
Die Uniwersytet Muzyczny Fryderyka Chopina, kurz UMFC; deutsch Frédéric-Chopin-Universität für Musik; international Chopin University of Music ist eine seit 1979 nach Frédéric Chopin benannte Hochschule in der polnischen Hauptstadt Warschau. Die Universität, deren Anfänge bis 1810 zurückreichen, wurde als Konservatorium gegründet und erst später zur Universität.

## Geschichte
1810 gründete Wojciech Bogusławski eine Musikschule für Sänger und Schauspieler, die 1820 durch Józef Elsner, den künftigen Lehrer Chopins, erweitert und an die Universität Warschau angeschlossen wurde. Elsner unterrichtete in der Dziekanka, die von 1770 bis 1784 als eines der ersten Palais für Warschauer Kapitulare im klassizistischen Stil erbaut worden war. Nach dem Novemberaufstand 1830 wurde die Schule von den Behörden des Zarenreichs aufgelöst und 1861 von Apolinary Kątski als Musikinstitut Warschau (Instytut Muzyczny w Warszawie) wiedererrichtet.
Nach der Wiedererlangung der polnischen Unabhängigkeit 1918 wurde das Institut vom polnischen Staat übernommen und erhielt die Bezeichnung Konservatorium Warschau (Konserwatorium Muzyczne w Warszawie). Im Warschauer Aufstand 1944 wurde das alte Hauptgebäude zerstört. Nach dem Zweiten Weltkrieg wurde die Schule 1946 als Höhere Staatliche Musikschule (Wyższa Państwowa Szkoła Muzyczna) wiedererrichtet. 1962 erhielt sie den vollen akademischen Status und damit das Recht, M.A.-Diplome in allen musikalischen Fächern zu vergeben. Die damit zur Staatlichen Musikhochschule (Państwowa Wyższa Szkoła Muzyczna) gewordene Institution wurde 1979 in Fryderyk-Chopin-Musikakademie (Akademia Muzyczna im. Fryderyka Chopina) umbenannt. Am 25. April 2008 erhielt sie ihren heutigen Namen.
Die Dziekanka wurde 1947–48 von Mieczysław Kuźma und Zygmunt Stępiński rekonstruiert und gehört heute als Studentenheim Zajazd Dziekanka wieder zur Universität für Musik.

## Fakultäten

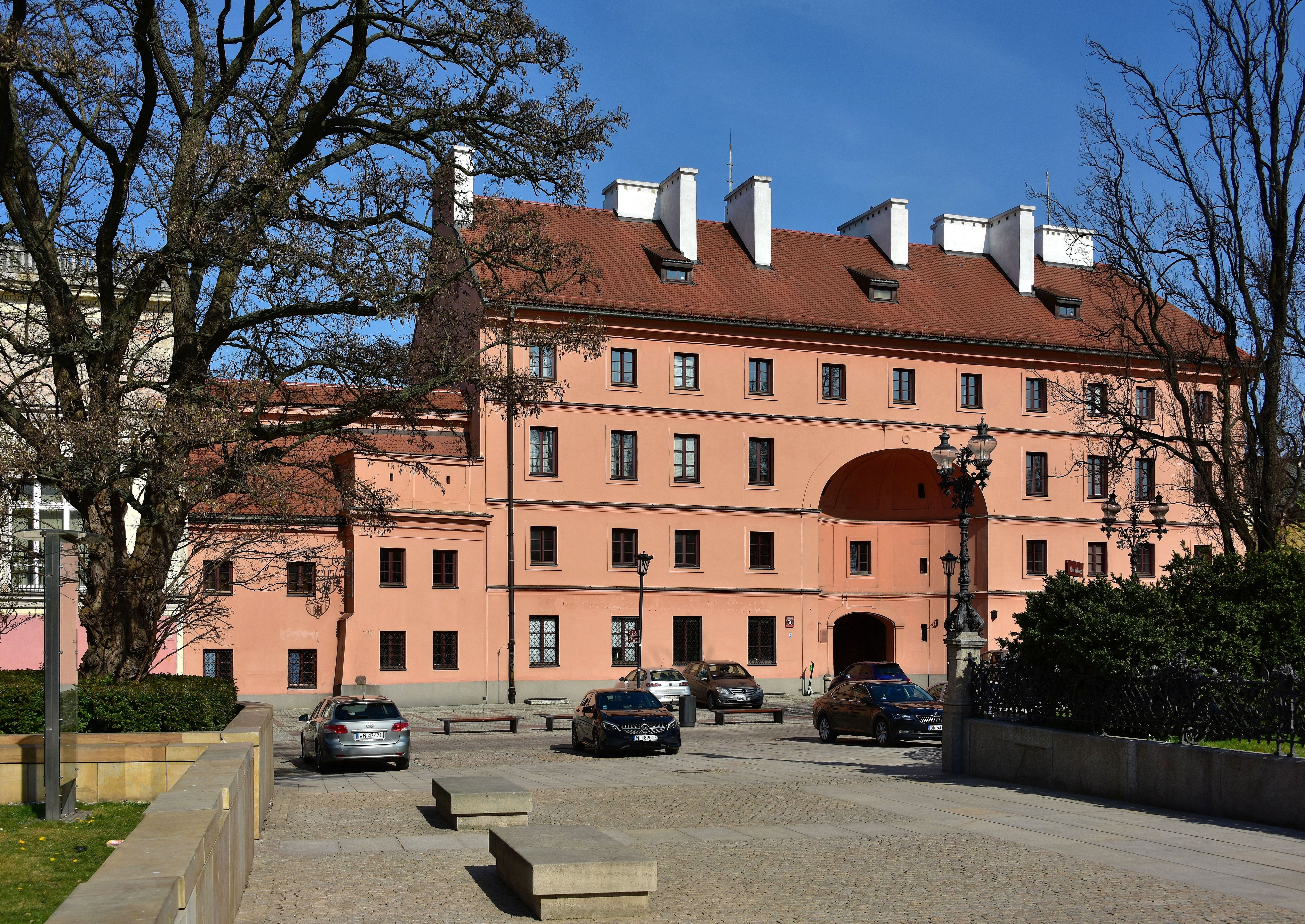
Studentenwohnheim
Zajazd Dziekanka

- Fakultät 1: Komponieren, Dirigieren und Musiktheorie
- Fakultät 2: Klavier-, Cembalo- und Orgelspiel
- Fakultät 3: Instrumentenkunde
- Fakultät 4: Gesang
- Fakultät 5: Musikpädagogik
- Fakultät 6: Tontechnik

### Direktoren und Rektoren
- Wojciech Bogusławski (1810–1814)
- Ludwik Osiński (1814–1816)
- Józef Elsner (1816–1830)
- Apolinary Kątski (1861–1879)
- Aleksander Zarzycki (1879–1888)
- Rudolf Strobl (1888–1891)
- Gustaw Roguski (1891–1903)
- Emil Młynarski (1903–1907)
- Stanisław Barcewicz (1910–1918)
- Emil Młynarski (1919–1922)
- Henryk Melcer-Szczawiński (1922–1927)
- Karol Szymanowski (1927–1929)
- Zbigniew Drzewiecki (1929–1930)
- Karol Szymanowski (1930–1931)
- Zbigniew Drzewiecki (1931–1932)
- Eugeniusz Morawski-Dąbrowa (1932–1939)
- Kazimierz Sikorski (1940–1944)
- Stanisław Kazuro (1945–1951)
- Stanisław Szpinalski (1951–1957)
- Kazimierz Sikorski (1957–1966)
- Teodor Zalewski (1966–1969)
- Tadeusz Paciorkiewicz (1969–1971)
- Regina Smendzianka (1972–1973)
- Tadeusz Wroński (1973–1975)
- Tadeusz Maklakiewicz (1975–1978)
- Bogusław Madey (1978–1981)
- Andrzej Rakowski (1981–1987)
- Kazimierz Gierżod (1987–1993)
- Andrzej Chorosiński (1993–1999)
- Ryszard Zimak (1999–2005)
- Stanisław Moryto (2005–2012)
- Ryszard Zimak (2012–2016)
- Klaudiusz Baran (2016– )[6]

## Bekannte Professoren und Studenten

### Professoren
- Tadeusz Baird
- Walerian Bierdiajew
- Wiktor Brégy
- Henryk Czyż
- Zbigniew Drzewiecki
- Irena Dubiska
- Hieronim Feicht
- Antoni Karużas
- Zofia Konaszkiewicz
- Włodzimierz Kotoński
- Ludwik Kurkiewicz
- Wincenty Laski
- Aleksander Michałowski
- Stanisław Moniuszko
- Arnold Rezler
- Witold Rudziński
- Ada Sari
- Mieczysław Szaleski
- Antoni Szaliński
- Tadeusz Szeligowski
- Karol Szymanowski
- Margerita Trombini-Kazuro
- Józef Turczyński
- Maria Wiłkomirska
- Kazimierz Wiłkomirski
- Stanisław Wisłocki
- Tadeusz Wroński
- Władysław Żeleński

### Studenten
- Grażyna Bacewicz
- Thomas Böttger
- Alina Bzhezhinska
- Elisabeth Chojnacka
- Józef Chwedczuk
- Mikalojus Konstantinas Čiurlionis
- Kazimierz Czekotowski
- Grzegorz Fitelberg
- Stephan Foremny
- Benedykt Górecki
- Józef Jarzębski
- Mieczysław Karłowicz
- Stefan Kisielewski
- Zoltán Kiss
- Paweł Klecki
- Michał Kondracki
- Włodzimierz Kotoński
- Hanna Kulenty
- Wanda Landowska
- Jerzy Lefeld
- Maciej Łukaszczyk
- Witold Lutosławski
- Jan Maklakiewicz
- Artur Malawski
- Arkadiusz Mucharski
- Zygmunt Noskowski
- Ignacy Jan Paderewski
- Andrzej Panufnik
- Piotr Perkowski
- Feliks Rączkowski
- Ludomir Różycki
- Bronisław Rutkowski
- Marta Sosińska
- Bronisław Szabelski
- Antoni Szałowski
- Stanisław Szpinalski
- Stefan Śledziński
- Alexandre Tansman
- Piotr Tomaszewski
- Zbigniew Turski
- Eugenia Umińska
- Janusz Urbański
- Roberto Valera
- Mieczysław Weinberg
- Kazimierz Wiłkomirski
- Daniel Wnukowski
- Bohdan Wodiczko

## Ehrendoktorwürden
- Nadia Boulanger (1967)
- Kazimierz Sikorski (1975)
- Witold Lutosławski (1988)
- Andrzej Panufnik (1991)
- Plácido Domingo (2003)
- Stefan Śledziński
- Artur Rubinstein
- Igor Bełza
- Tadeusz Wroński
- Jean-Pierre Rampal
- Krzysztof Penderecki
- Jan Ekier
- Mstislaw Leopoldowitsch Rostropowitsch
- Witold Rudziński
- Regina Smendzianka
- Stefan Sutkowski
- Jerzy Semkow
- Joachim Grubich (2007)
- Andrzej Jasiński (2007)
- Synn Ilhi
- Christa Ludwig (2008)
- Bernard Ładysz (2008)